# Atlit Yam
Atlit Yam est un site archéologique sous-marin, situé au large de la côte d'Israël, près de la ville d'Atlit et de la forteresse de Château Pèlerin, au sud d'Haïfa. Ce village englouti, daté du VIIe millénaire av. J.-C. (Néolithique), est le plus ancien site d'archéologie sous-marine connu à ce jour. D'une superficie d'environ 4 ha, il comprend notamment une structure mégalithique semi-circulaire.

## Situation

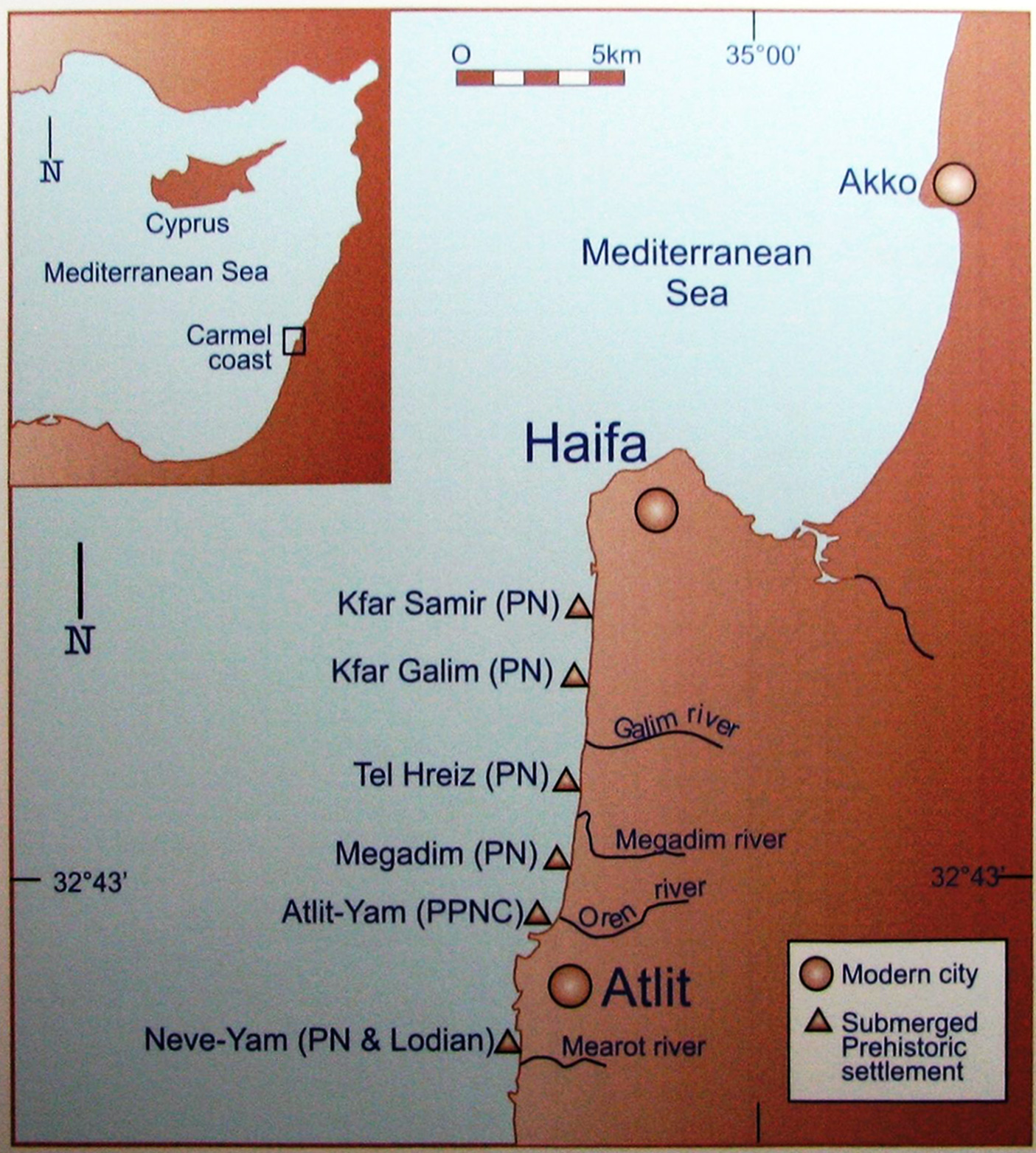
Localisation d'Atlit Yam parmi les sites préhistoriques submergés le long de la côte d'Israël.

Atlit Yam est situé à une profondeur variant entre 8 et 12 m, à une distance d'environ 400 m de la côte, et s'étend sur une surface d'environ 4 ha.

## Historique
Atlit Yam a été découvert en 1985 lors d'une plongée exploratoire au large d'Atlit par l'archéologue Ehud Galili, qui repéra un tumulus en pierres brutes, qui se révéla être un puits. La fouille méthodique du site a été conduite à partir de 1986 en plusieurs campagnes successives.

## Description
Le site correspond à un village du Néolithique qui aurait été occupé durant six siècles. Des résidus organiques ont été datés au carbone 14 du VIIe millénaire av. J.-C., d'environ 6900 à 6300 av. J.-C. Les fouilles ont notamment mis au jour des maisons de forme rectangulaire et un puits.
Le complexe mégalithique incluait un étroit couloir bordé de murets en pierre et une structure semi-circulaire composée de sept pierres dressées entourant un bassin d'eau douce. Le couloir a été identifié comme un calendrier solaire et la structure circulaire pourrait correspondre à un sanctuaire (plusieurs pierres comportent de grandes cupules).

## Vestiges archéologiques
Le site n'a livré aucune poterie et appartient donc au Néolithique précéramique. Il a livré des instruments de pêche (hameçons, pierres de lest, etc.) et des restes de poissons qui montrent qu'il s'agissait d'un village de pêcheurs.

## Restes humains
Des ossements humains contenant des restes d'ADN ont pu être analysés. L'étude de certains squelettes a révélé des traces du paludisme et de la tuberculose, qui figurent parmi les cas les plus anciens répertoriés au monde. Des rituels funéraires sont attestés.

## Analyse
Selon les archéologues israéliens, la montée du niveau de la mer au cours de l'Holocène serait à l'origine de la submersion du site. La tectonique de la Méditerranée a pu aussi jouer un rôle, faisant monter ou descendre le plateau continental selon les endroits à l'occasion des séismes.

## Galerie

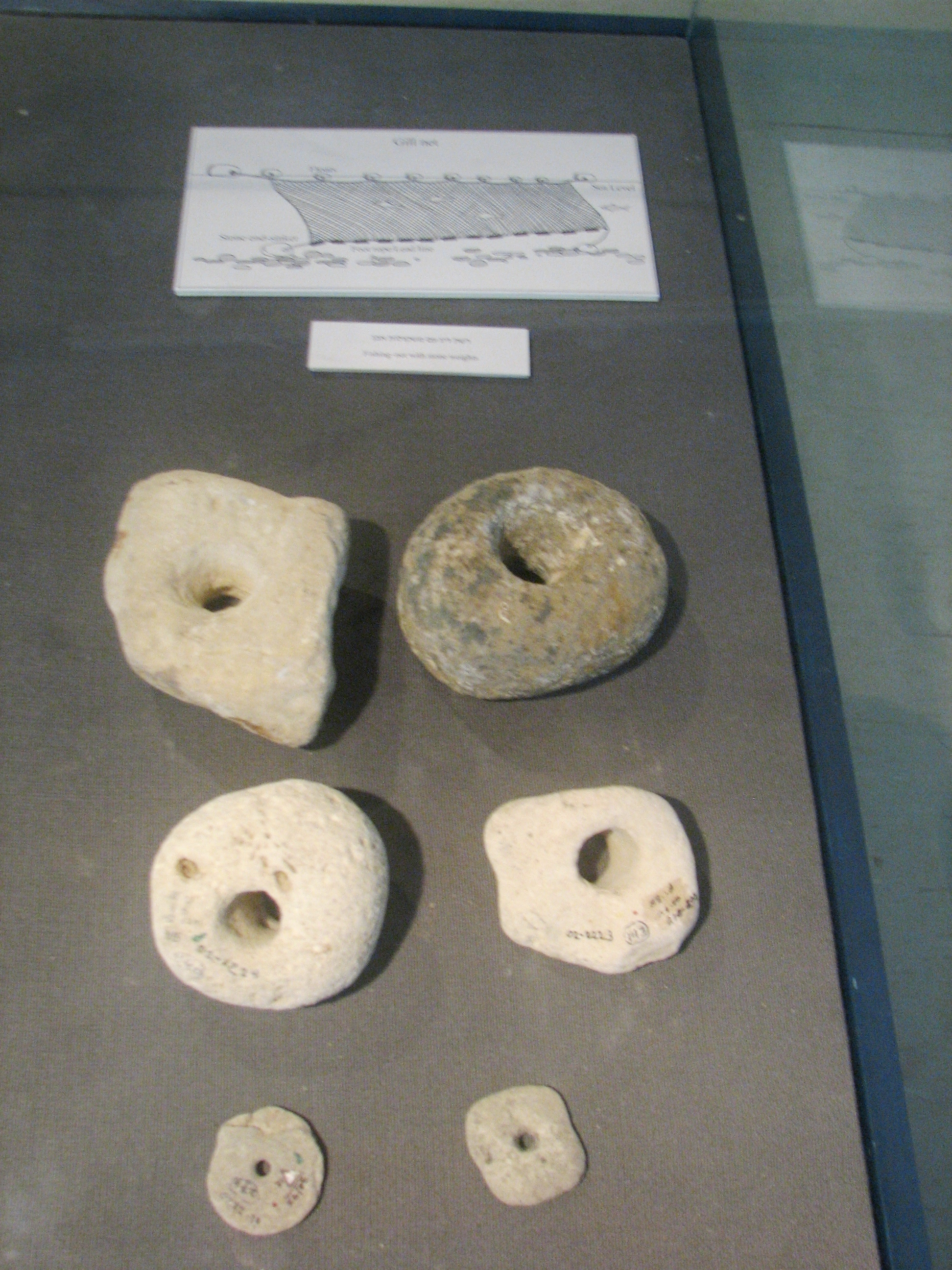
Pierres ayant servi de lest pour filet de pêche
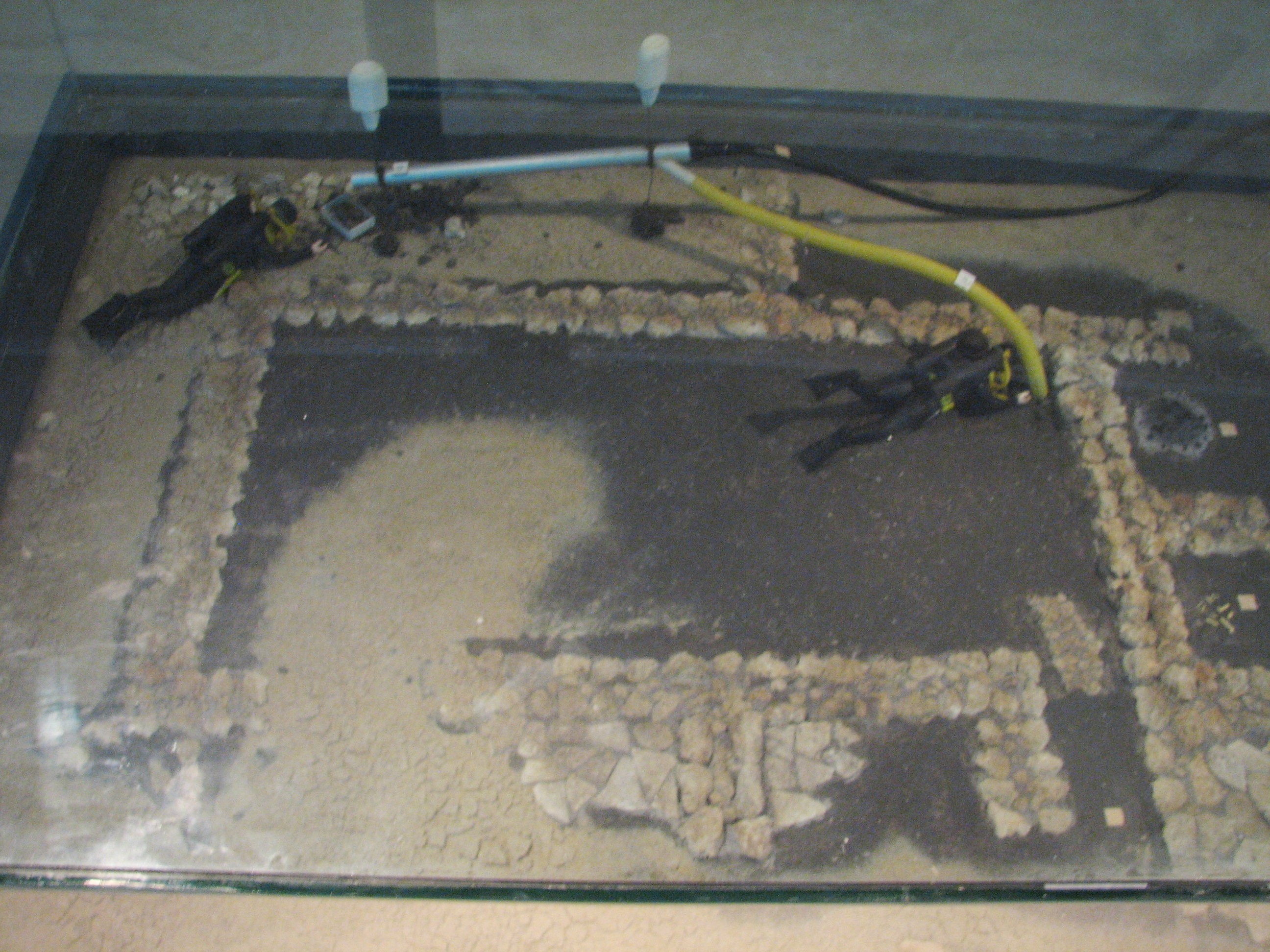
Reconstitution d'une habitation
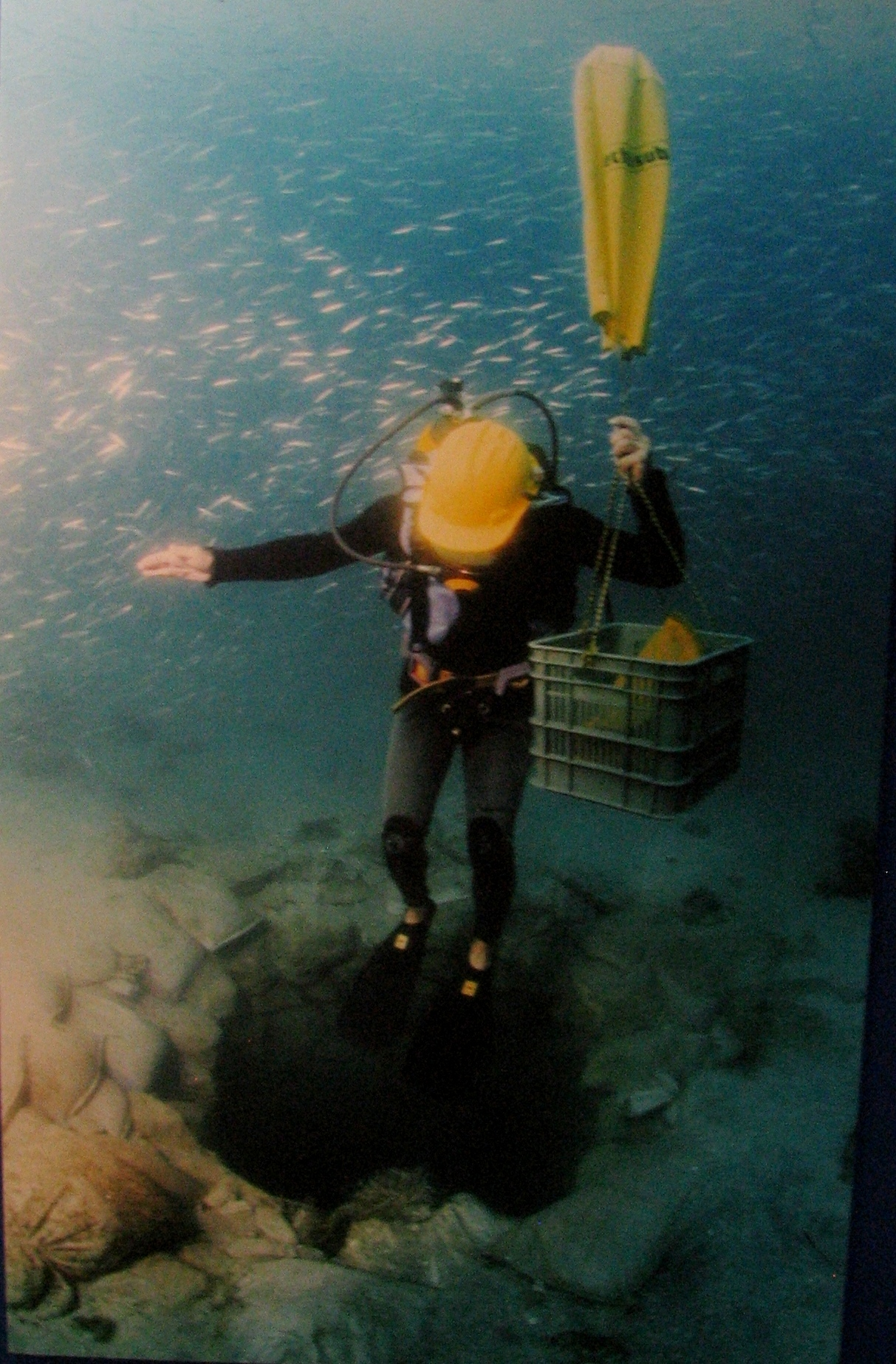
Plongeur près du puits
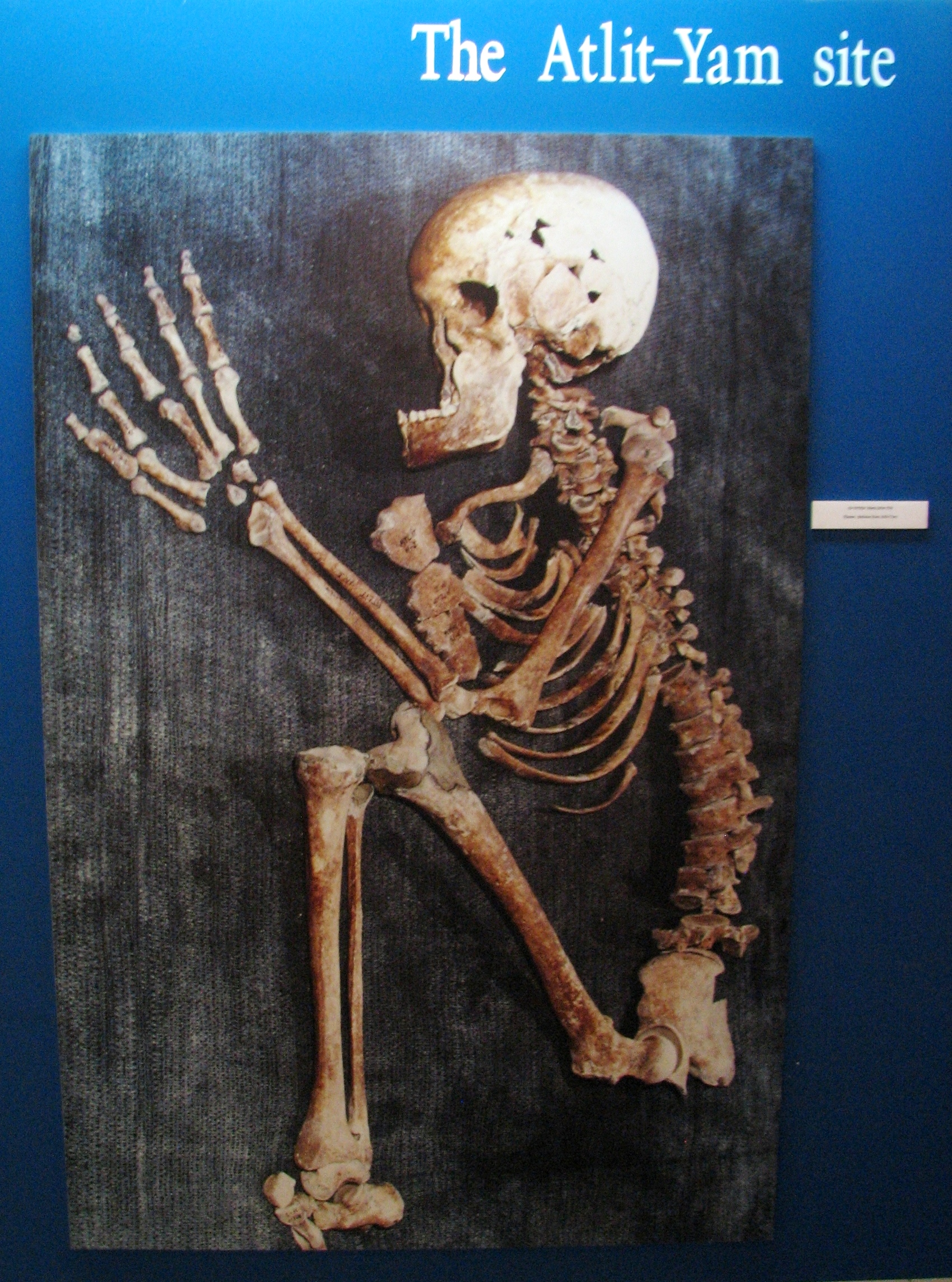
Squelette humain découvert à Atlit Yam
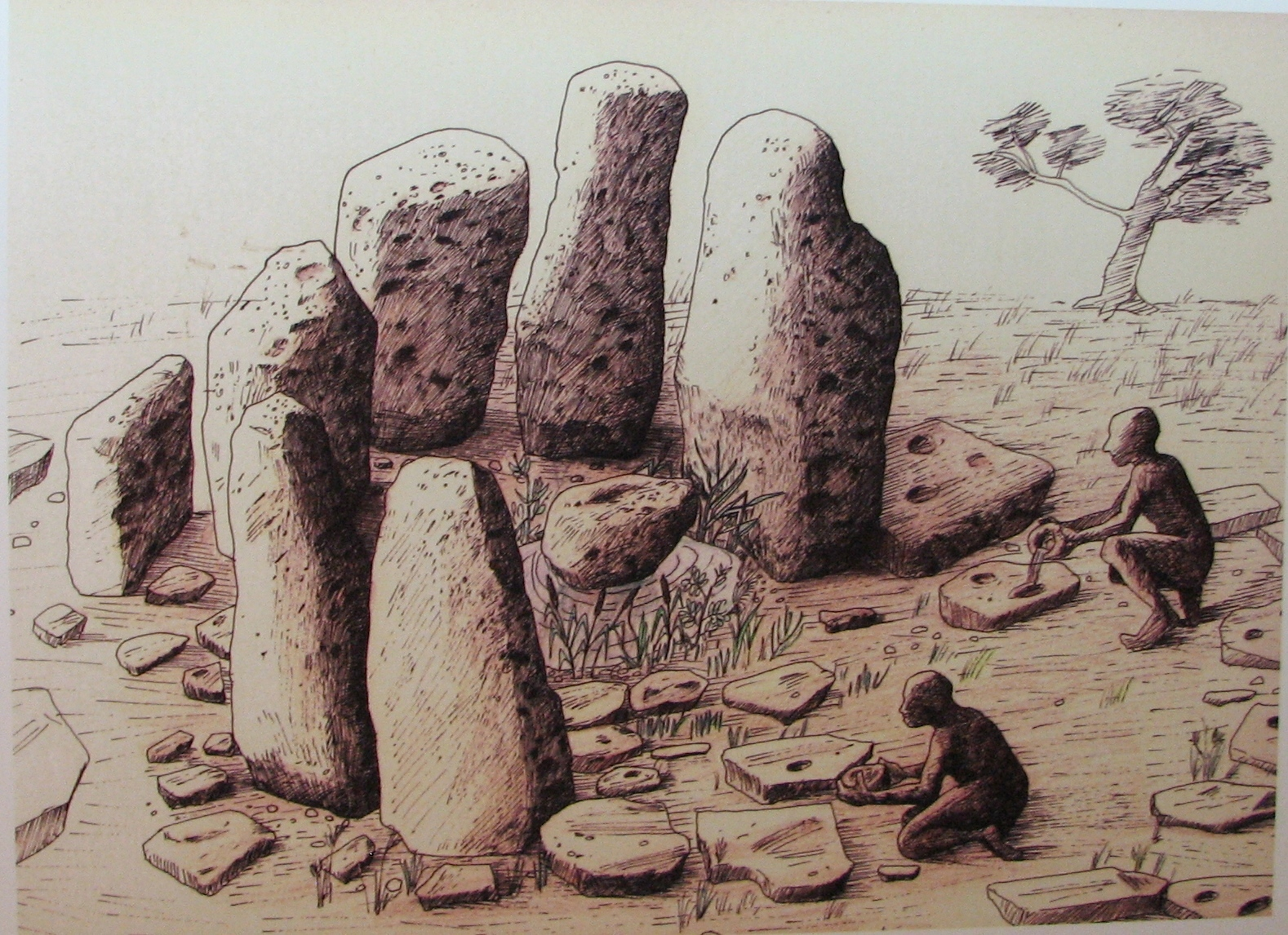
Reconstitution de la structure mégalithique circulaire
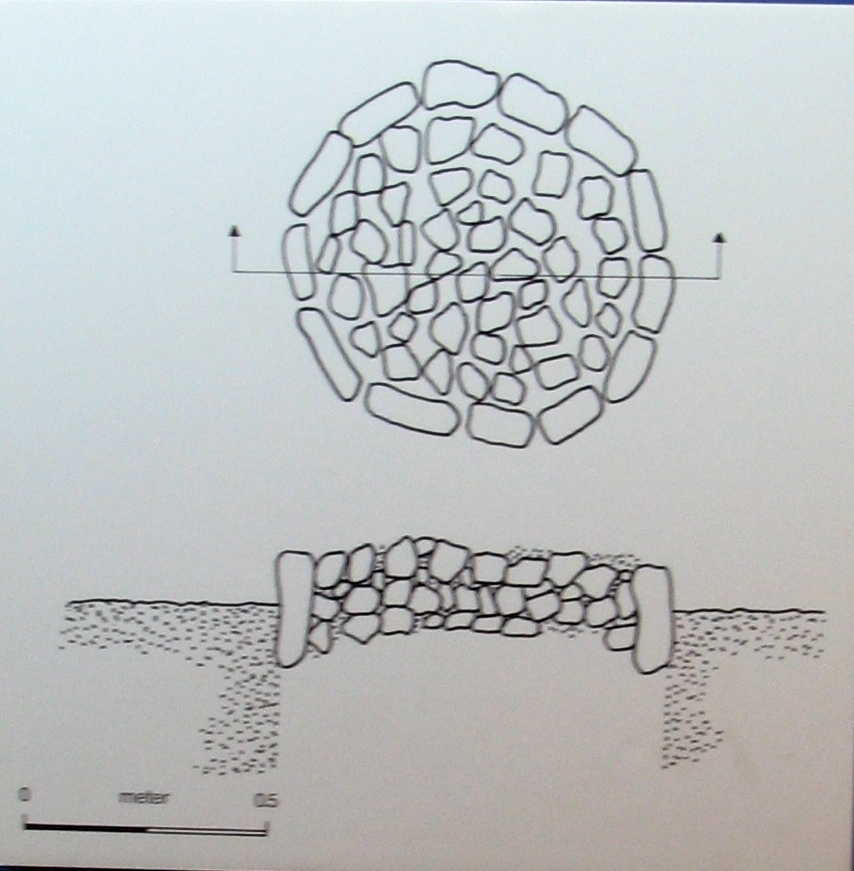
Structure circulaire en pierres

## Documentaire
- Le mystère Atlit Yam de Jean Bergeron, ZEC, 2012, 52 minutes  (EAN 3760122390270)